# Palästinensische Befreiungsfront
Die Palästinensische Befreiungsfront (arabisch جبهة التحرير الفلسطينية dschabhat at-tahrir al-filastiniyya; englisch Palestine Liberation Front, PLF) ist eine militante palästinensische Gruppe, die von Wasel Abu Yousef geführt wird und ihren Sitz in Ramallah hat. Die Europäische Union und Public Safety Canada stuften die Gruppe als terroristisch ein. Die Mannstärke beträgt ca. 6000 (Schätzung aus 2017).

## Ursprung
Die PLF wurde von Ahmad Dschibril im Jahr 1959 gegründet und genoss starke syrische Unterstützung. 1967 verband sich die PLF mit zwei anderen Gruppen, den der Arabisch-nationalistischen Bewegung verbundenen Helden der Wiederkehr (abtal al-awda) und der Gruppe Die Jugend der Jahre und bildeten so im November 1967 die Volksfront zur Befreiung Palästinas (PFLP). In diesem Zusammenhang wurde die PLF als syrische Marionette bezeichnet. Die PFLP sei aus einem von Ägypten geförderten Programm mit dem Ziel entstanden, andere arabische Regierungen zu schwächen und dadurch das Ansehen des ägyptischen Präsidenten Nasser zu stärken.
Die PFLP wurde von dem früheren Führer der Arabisch-nationalistischen Bewegung, George Habasch, geführt, aber im April 1968 spaltete sich Ahmad Dschibril von dieser Gruppe ab, um die Volksfront zur Befreiung Palästinas – Generalkommando (PFLP-GC) zu gründen, die zu der stark pro-syrischen Position der früheren PLF zurückkehrte.
Letztendlich führte dies zu einem Wiedererstarken der PLF, nachdem die Organisation auseinandergebrochen war, als Dschibrils PFLP-GC im Jahr 1976 Syrien in den Kampf gegen die Palästinensische Befreiungsorganisation (PLO) während des libanesischen Bürgerkriegs gefolgt war. Zwischen den rivalisierenden Fraktionen brachen offene Kämpfe aus und erst nach der Vermittlung durch Jassir Arafat stabilisierten sich deren Beziehungen. Am 24. April 1977 wurde die neue PLF unter der Leitung von Muhammad Zaidan alias Abu Abbas und Tal'at Ya'akub gegründet. Sporadische Kämpfe zwischen der PFLP-GC und der PLF dauerten fort und ein Bombenattentat im August 1977 auf das PLF-Hauptquartier tötete ungefähr 200 Menschen.
Im November 1977 wurde der griechisch-katholische Erzbischof von Jerusalem, Hilarion Capucci, nach drei Jahren aus israelischer Haft entlassen. Dort saß er wegen Waffenschmuggels für die Fatah ein. Außerdem machte er für die PLF Propaganda. Der Vatikan setzte sich für seine Begnadigung ein.

## Spaltung 1982
Im Jahr 1982 folgte der israelischen Invasion des Libanon die Spaltung der Organisation in drei Fraktionen. Eine der Hauptpunkte der Streitigkeiten war die Beziehung zu PLO und Fatah, wobei einige Mitglieder Arafat kritisch unterstützten, während andere an der Rebellion gegen ihn teilnahmen. Alle drei Fraktionen behaupteten, die ursprüngliche Organisation zu repräsentieren und behielten den Namen PLF:
- Die von Tal'at Ya'akub, dem Generalsekretär der PLF, angeführte Gruppe blieb im Kampf zwischen den einzelnen Organisationen neutral und sammelte ihre Kräfte im Libanon. Ya'akub starb im November 1988 an einem Herzinfarkt, und seine Gruppe zerfiel.
- Eine kleinere Gruppe unter dem Mitglied des PLF-Zentralkomitees Abd al-Fatah Ghanim war aggressiver pro-syrisch und übernahm die Kontrolle der Bewegung in Damaskus. Sie unterstützte Abu Musas Fatah-Aufstand und kooperierten mit ihr bei Angriffen auf die PLO. Die Gruppe konzentrierte ihre Verwaltung später in Libyen und verschmolz letztlich mit der Ya'akub-Fraktion.
- Die pro-irakische Fraktion unter Abu Abbas, der stellvertretender Generalsekretär gewesen war, hatte die größte Gefolgschaft, geschätzt bei etwa 400 Aktivisten. Die Gruppe hatte ihr Hauptquartier in Tunesien, aber nach der Entführung des Kreuzfahrtschiffes Achille Lauro im Jahr 1985 wurde Abu Abbas von den tunesischen Behörden ausgewiesen und die Gruppe verlegte ihren Sitz nach Bagdad.

Während jede Fraktion den Originalnamen behielt und behauptete, die Mutterorganisation zu sein, war Abbas’ Gruppe verantwortlich für die bekanntesten Terroranschläge und es ist einzig seine Fraktion, die als terroristisch eingestuft wurde.

## Entwicklungen nach der Spaltung
1991 vermuteten Sicherheitskreise, dass der irakische Präsident Saddam Hussein sowohl die Fatah als auch die PLF unterstützte. Beide Gruppen galten als „hochgefährlich“. Geheimdienste nahmen an, dass sich deren Anführer seit dem Ausbruch des Irak-Kriegs in Bagdad aufhielten, obwohl sie seit Jahren mit Hussein zerstritten gewesen sein sollen. Nach Erkenntnissen des deutschen Verfassungsschutzes waren beide Kampfverbände mit etwa zwölf Mitgliedern in Deutschland vertreten. Zu dieser Zeit galt Saddam Hussein als jemand, der die Möglichkeit hat, auf gewalttätige Palästinenser einzuwirken. Außer Abu Nidal und der PLF soll auch die Organisation 1. Mai von Bagdad aus operiert haben, die Stadt galt als „das heimliche PLO-Hauptquartier“. Mitte Januar 1991 soll sich Arafat dort aufgehalten haben, obwohl er mit Abu Nidal seit langem eine Fehde hatte. Diese Zerstrittenheit der PLO-Führung galt als „Vakuum an der PLO-Spitze“. Irak hatte auch Scheich Ahmed Jassin, einem der Urheber des ersten Attentats auf das World Trade Center im Jahre 1993, zehn Jahre lang Zuflucht gewährt. Bagdad hatte immer wieder Terroristen das Abtauchen ermöglicht.
1993 zählten folgende Personen zu den wichtigsten Gegnern Jassir Arafats in der PLO:
- Georges Habasch, PFLP Volksfront für die Befreiung Palästinas, Sitz Damaskus ca. 2000 Kämpfer
- Naif Hawatmeh, DFLP Demokratische Front für die Befreiung Palästinas, Sitz Damaskus ca. 1500 Kämpfer
- Ahmed Dschibril, PFLP-GC Volksfront für die Befreiung Palästinas-General-Kommando, Sitz Damaskus ca. 300 Kämpfer
- Abu Abbas, PLF Palästinensische Befreiungsfront, Sitz Bagdad ca. 500 Kämpfer

Trotzdem arbeiteten die Führer der PLF noch in der PLO mit, wobei Abu Abbas als Vertreter der PLF im Exekutivkomitee der PLO saß. Nachdem die PLO im Jahr 1994 das Oslo-Abkommen unterzeichnet hatte, das von der PLF abgelehnt wird, wandte sich Abu Abbas vom Terrorismus ab und erkannte das Existenzrecht Israels an. Die Bewegung unterhielt weiterhin Büros in den palästinensischen Autonomiegebieten, Libanon und Irak, aber ihre Aktivitäten nahmen seitdem ab. Im Westjordanland und im Gaza-Streifen genießt die PLF eine zahlenmäßig geringere Unterstützung während sich ihre Hauptanhängerschaft aus den libanesischen Flüchtlingslagern rekrutiert, wo sie Berichten zufolge der Fatah gegen verschiedene syrisch-unterstützte Gruppen zur Seite steht.

## Entwicklungen seit 2000
Im November 2001 waren 15 Mitglieder einer PLF-Zelle durch die israelischen Behörden festgenommen worden. Einige dieser Gefangenen hätten im Irak eine Terror-Ausbildung erhalten. Die Zelle hätte Anschläge in Jerusalem, Tel Aviv und auf den Ben-Gurion-Flughafen geplant. Darüber hinaus sei sie bereits in andere terroristische Aktivitäten verwickelt gewesen, unter anderem in die Entführung und Ermordung des israelischen Teenagers Juri Guschstein.
Während des von den USA geführten Irakkrieges wurde Abu Abbas im April 2003 durch US-amerikanische Spezialeinheiten nach Geheimdiensthinweisen in einem Außenbezirk der irakischen Hauptstadt Bagdad gefangen genommen. Er habe möglicherweise versucht, sich nach Syrien abzusetzen. Auch einige seiner Vertrauten seien in Bagdad gefasst worden. Zuvor hatte das US-amerikanische Außenministerium darauf hingewiesen, das irakische Regime habe die PLF unterstützt. Die Palästinenser-Regierung forderte die Freilassung von Abu Abbas. Die Begründung für diese Forderung lautete: seine Verhaftung verstoße gegen das Nahost-Abkommen von 1995. Dort ist festgelegt, dass Taten, die vor dem Oslo-Friedensabkommen von 1993 begangen wurden, nicht zu einer Verfolgung führen dürfen.
Berichten zufolge starb Abu Abbas am 9. März 2004 in US-amerikanischer Gefangenschaft. Erste Berichte deuteten auf eine natürliche Todesursache hin. Verschiedene palästinensische Gruppen und seine Witwe sprachen dagegen von Mord. Abu Abbas war mutmaßlich der Drahtzieher der Achille-Lauro-Entführung. Die Palästinensische Befreiungsfront nahm an den Wahlen in den Palästinensischen Autonomiegebieten unter dem Namen Märtyrer Abu Abbas teil, gewann jedoch nicht einen Sitz.

## Entwicklungen seit 2010
Seit 2014 haben sich die bewaffneten Konflikte zwischen Palästinensischer Befreiungsfront, Fatah, Hamas, Nidal-Front, Volksfront zur Befreiung Palästinas, Islamischer Dschihad und der Arabischen Befreiungsfront, als miteinander verfeindeter Organisationen, intensiviert. Sie liefern sich in den palästinensischen Flüchtlingslagern im Libanon Scharmützel um politischen Einfluss. Diese Spaltung der palästinensischen Interessenvertretung verschlechterte die ohnehin prekäre Situation für die Zivilbevölkerung. Deren Leben ist durch Arbeitslosigkeit sowie durch die Radikalisierung von Jugendlichen geprägt.

## Terroraktionen
Die von Abu Abbas geführte Fraktion hat mehrere Anschläge ausgeführt, die die Tötung von Zivilisten einschloss. Deswegen wird die PLF unter anderem von der EU und den Vereinigten Staaten als Terrororganisation bezeichnet.

### Anschlag auf Nahariya
In der Nacht zum 22. April 1979 gingen vier Angehörige der PLF vom Libanon aus mit einem Schlauchboot an Land und drangen gewaltsam in ein Apartmenthaus ein. Dort nahmen sie Geiseln. Der 17-jährige PLF-Kämpfer Samir Kuntar habe am Strand zwei seiner Geiseln getötet als israelische Sicherheitskräfte anrückten. Zwei Polizisten starben, auch zwei der Angreifer kamen um. Kuntar wurde in Israel inhaftiert. Die Hisbollah setzte sich immer wieder für seine Freilassung ein. 2004 kam es zu einer vom deutschen Bundesnachrichtendienst organisierten Austauschaktion von Gefangenen. Dabei kamen 430 Palästinenser und 16 Angehörige der Hisbollah frei. Samir Kuntar wurde im letzten Moment von der Liste der Freigelassenen genommen. Im Dezember 2015 wurde er bei einem Luftschlag getötet.

### Entführung der Achille Lauro
Bei der Entführung des italienischen Kreuzfahrtschiffes Achille Lauro am 7. Oktober 1985 wollten die Entführer ursprünglich das Schiff benutzen, um inkognito nach Israel einzudringen, wurden jedoch von Mitgliedern der Crew beim Reinigen ihrer Waffen entdeckt und übernahmen daraufhin die Kontrolle über das Schiff. Im Verlauf der Aktion erschossen die Entführer den älteren und im Rollstuhl sitzenden aus New York City stammenden Leon Klinghoffer. Anschließend zwangen sie zwei Personen der Besatzung, ihn mit seinem Rollstuhl ins Meer zu werfen. Klinghoffer war jüdischer Abstammung.
US-Marineflieger fingen später die Boeing 737 der Egypt Air ab, welche die Entführer nach Tunis bringen sollte, und zwangen sie zur Landung auf einer amerikanischen Luftwaffenbasis auf Sizilien. Die US-amerikanische Regierung forderte deren Auslieferung. Die italienischen Behörden inhaftierten vier Palästinenser. Abu Abbas und einen seiner Vertrauten ließen sie jedoch frei und verschafften ihm einen Linienflug von Rom nach Belgrad. Die US-Botschaft in Rom war verärgert. Italiens Premierminister Bettino Craxi rechtfertigte das Vorgehen der Italiener mit dem Argument, Abu Abbas habe einen irakischen Diplomatenpass besessen, also Immunität. In Italien wurden die vier festgehaltenen Palästinenser zu Haftstrafen zwischen sechseinhalb und neun Jahren verurteilt. Später reduzierte ein Berufungsgericht das Strafmaß für drei der vier Palästinenser auf zwei Jahre. Die Vereinigten Staaten eröffneten ihr eigenes Verfahren gegen Abu Abbas; ein Gerichtsverfahren gegen ihn aus dem Jahr 1986 wurde kurze Zeit später ohne Begründung fallengelassen.
US-Geheimdienste glaubten, dass Libyens Staatschef Muammar al-Gaddafi hinter der Entführung der Achille Lauro gestanden habe. Aber es gab auch Stimmen, die eine „libysche Connection“ für höchst zweifelhaft hielten.
Israel betrachtete das Verhalten Italiens als Kapitulation, „wie sie zumeist von mitbetroffenen westlichen Staaten in billiger Nachgiebigkeit geübt werde“. Hierzu sagte der israelische Verteidigungsminister Jitzchak Rabin: „Israel ist keine Art von internationaler Bank für Terroristen, wo jedwedes Land sich auf unsere Kosten die Befreiung seiner Geiseln kaufen kann“.

### Nagelbombe in Netanja
Im Mai 2002 stieg auf dem Marktplatz von Netanja ein Mann aus einem Taxi aus – nach Augenzeugenberichten soll er eine israelische Armeeuniform getragen haben – und zündete einen mit Nägeln gefüllten Sprengsatz. Der Fernsehsender von Abu Dhabi meldete, die radikale Palästinensische Befreiungsfront habe sich zu diesem Attentat bekannt. Nach Informationen der israelischen Tageszeitung Ha′aretz habe außerdem die radikalislamische Hamas die Verantwortung für das Selbstmordattentat übernommen.

### Strandüberfall Nizanim
Nach Berichten des US-Außenministeriums und des Center for Defense Information griff die PLF am 30. Mai 1990 den Strand von Nizanim bei Tel-Aviv mit zwei Schnellbooten an, um Touristen und israelische Bürger als Racheakt für den gewaltsamen Tod von sieben palästinensischen Arbeitern zu töten. Vier der Angreifer seien getötet und zwölf weitere gefangen genommen worden. Der Überfall habe ferner bezweckt, eine Verhandlungslösung zwischen der PLO und Israel zu torpedieren, was auch im Interesse des Iraks gelegen habe. Trotzdem sei die Aktion insofern erfolgreich gewesen, dass die Vereinigten Staaten sich aus dem 1988 begonnenen amerikanisch-palästinensischen Dialog zurückgezogen hätten, weil Yassir Arafat es versäumt habe, den Angriff zu verurteilen. Trotz Arafats öffentlichen Schweigens über den Fall sei die PLF schwerer interner Kritik durch die PLO ausgesetzt gewesen, so dass Abu Abbas von seinem Sitz im PLO-Exekutivkomitee zurücktreten musste. Diese Terroraktion bot Anlass, um den Rabin-Schamir-Plan bilateraler Verhandlungen mit Jordanien sowie Syrien, Gemeindewahlen im Westjordanland und im Gaza-Streifen mit dem Ziel einer autonomen Selbstverwaltung zu den Akten zu legen.

### Sprengsatz am Grenzübergang Karni
Im Januar 2005 wurde in der Nähe eines israelischen Militärstützpunkts im Gaza-Streifen – beim Übergang Karni an der Grenze zu Israel – ein etwa 130 Kilogramm schwerer Sprengsatz gezündet. Anschließend wurden Granaten auf den Grenzposten abgefeuert, es kam zu einem Gefecht. Fünf Menschen verloren ihr Leben. Zu dem Anschlag bekannten sich die Al-Aksa-Brigaden, die Hamas und die Palästinensische Befreiungsfront. Es hieß, der Anschlag sei eine „Fortsetzung des Widerstands“. Abu Abbas hatte sich bereits 1994 vom Terrorismus abgewandt.